# Liège-Bastogne-Liège 1911
La 6e édition de la course cycliste Liège-Bastogne-Liège  a eu lieu le 12 juin 1911 et a été remportée par le Belge Joseph Van Daele.
Cette édition est réservée aux amateurs et aux indépendants.

## Classement final
| \| 1. Joseph Van Daele \| Belgique \| en \| 8 h 10 min 22 s \| \| 2. Armand Lenoir \| Belgique \| à \| 30 s \| \| 3. Victor Kraenen \| Belgique \| \| 1 min 10 s \| \| 4. Auguste Benoit \| Belgique \| \| 1 min 10 s \| \| 5. Hubert Noel \| Belgique \| \| 1 min 10 s \| \| 6. Jean Rossius \| Belgique \| \| 1 min 30 s \| \| 7. Félicien Salmon \| Belgique \| \| 1 min 40 s \| \| 8. Jacques Coomans \| Belgique \| \| 1 min 40 s \| \| 9. Alfons Lauwers \| Belgique \| \| 1 min 40 s \| \| 10. Léon Scieur \| Belgique \| \| 1 min 40 s \| |          |    |                 |
| 1. Joseph Van Daele | Belgique | en | 8 h 10 min 22 s |
| 2. Armand Lenoir | Belgique | à  | 30 s            |
| 3. Victor Kraenen | Belgique |    | 1 min 10 s      |
| 4. Auguste Benoit | Belgique |    | 1 min 10 s      |
| 5. Hubert Noel | Belgique |    | 1 min 10 s      |
| 6. Jean Rossius | Belgique |    | 1 min 30 s      |
| 7. Félicien Salmon | Belgique |    | 1 min 40 s      |
| 8. Jacques Coomans | Belgique |    | 1 min 40 s      |
| 9. Alfons Lauwers | Belgique |    | 1 min 40 s      |
| 10. Léon Scieur | Belgique |    | 1 min 40 s      |